# Aspisheim
Aspisheim é um município da Alemanha localizado no distrito de Mainz-Bingen, estado da Renânia-Palatinado.
Pertence ao Verbandsgemeinde de Sprendlingen-Gensingen.